# Crosslauf-Europameisterschaften 2006
Die 13. Crosslauf-Europameisterschaften der EAA fanden am 10. Dezember 2006 in San Giorgio su Legnano (Italien) statt. Zum ersten Mal gehörten U23-Wettkämpfe zum Programm.
Der Wettbewerb fiel zusammen mit der 50. Austragung des Campaccio-Crosslaufs. Am Sportplatz der Unione Sportiva Sangiorgese war eine 1920 m lange Schleife eingerichtet worden, die auf 1875 m verkürzt werden konnte. Hinzu kamen 350 m zwischen Start und Ziel. Die Männer bewältigten fünf große Runden (9,95 km), die Frauen und U23-Männer vier große Runden (8,03 km), die U23-Frauen und Junioren drei kleine Runden (5,975 km) und die Juniorinnen zwei kleine Runden (4,1 km).

## Ergebnisse

### Männer

#### Einzelwertung
| Platz | Athlet                 | Land | Zeit (min) |
| ----- | ---------------------- | ---- | ---------- |
| 1     | Mo Farah               | GBR  | 27:56      |
| 2     | Juan Carlos de la Ossa | ESP  | 28:06      |
| 3     | Mustafa Mohamed        | SWE  | 28:08      |
| 4     | Khalid Zoubaa          | FRA  | 28:16      |
| 5     | Rui Pedro Silva        | POR  | 28:17      |
| 6     | Driss El Himer         | FRA  | 28:17      |
| 7     | Mustapha Essaïd        | FRA  | 28:17      |
| 8     | Luís Feiteira          | POR  | 28:21      |

Von 66 gemeldeten Athleten gingen 65 an den Start und erreichten 61 das Ziel. Der Zweitplatzierte Fernando Silva aus Portugal wurde nachträglich wegen Dopings mit Erythropoetin (EPO) disqualifiziert.
Teilnehmer aus deutschsprachigen Ländern:
- 9: Christian Belz (SUI), 28:22
- 42: Michael Schering (GER), 29:35
- 57: Ueli Koch (SUI), 30:43
- DNF: Stéphane Joly (SUI)

#### Teamwertung
| Platz | Land und Athleten                                                                   | Gesamtpunktzahl und Einzelplatzierung |
| ----- | ----------------------------------------------------------------------------------- | ------------------------------------- |
| 1     | Frankreich Khalid Zoubaa Driss El Himer Mustapha Essaïd Driss Maazouzi              | 29 04 06 07 12                        |
| 2     | Spanien Juan Carlos de la Ossa Carles Castillejo Eliseo Martín José Manuel Martínez | 40 02 10 13 15                        |
| 3     | Portugal Rui Pedro Silva Luís Feiteira Ricardo Ribas Licínio Pimentel               | 54 05 08 16 25                        |

Insgesamt wurden zehn Teams gewertet.

### Frauen

#### Einzelwertung
| Platz | Athletin              | Land | Zeit (min) |
| ----- | --------------------- | ---- | ---------- |
| 1     | Tetjana Holowtschenko | UKR  | 25:17      |
| 2     | Marija Konowalowa     | RUS  | 25:18      |
| 3     | Olivera Jevtić        | SRB  | 25:21      |
| 4     | Anikó Kálovics        | HUN  | 25:26      |
| 5     | Julie Coulaud         | FRA  | 25:28      |
| 6     | Hayley Yelling        | GBR  | 25:28      |
| 7     | Nathalie De Vos       | BEL  | 25:34      |
| 8     | Joanne Pavey          | GBR  | 25:38      |

Von 60 gemeldeten Athletinnen starteten 59 und erreichten 58 das Ziel.
Teilnehmerinnen aus deutschsprachigen Ländern und Regionen:
- 13: Silvia Weissteiner (ITA), 25:53
- 26: Susanne Hahn (GER), 26:32
- 40: Julia Viellehner (GER), 27:04
- 41: Renate Rungger (ITA), 27:04
- 44: Stephanie Beckmann (GER), 27:10
- 50: Birte Bultmann (GER), 27:41
- 58: Kerstin Mennenga (LIE), 31:48
- DNF: Sandra Baumann (AUT)

#### Teamwertung
| Platz | Land und Athletinnen                                                            | Gesamtpunktzahl und Einzelplatzierung |
| ----- | ------------------------------------------------------------------------------- | ------------------------------------- |
| 1     | Portugal Jéssica Augusto Anália Rosa Leonor Carneiro Mónica Rosa                | 47 09 10 11 17                        |
| 2     | Vereinigtes Königreich Hayley Yelling Joanne Pavey Liz Yelling Kate Reed        | 47 06 08 15 18                        |
| 3     | Frankreich Julie Coulaud Samira Chellah Fatiha Klilech-Fauvel Christelle Daunay | 69 05 19 20 25                        |

Insgesamt wurden neun Teams gewertet. Die deutsche Mannschaft kam mit 160 Punkten auf den neunten Platz.

### U23-Männer

#### Einzelwertung
| Platz | Athlet           | Land | Zeit (min) |
| ----- | ---------------- | ---- | ---------- |
| 1     | Barnabás Bene    | HUN  | 23:14      |
| 2     | Dušan Markešević | SRB  | 23:16      |
| 3     | Daniele Meucci   | ITA  | 23:16      |

Von 82 gemeldeten und gestarteten Athleten erreichten 78 das Ziel.
Teilnehmer aus deutschsprachigen Ländern:
- 44: Ricardo Giehl (GER), 24:11
- 55: Rolf Rüfenacht (SUI), 24:27
- 61: Benjamin Lindner (GER), 24:35
- 67: Paul Schmidt (GER), 24:49
- 71: Christoph Menzi (SUI), 25:04
- 73: Alexandre Roch (SUI), 25:24
- 77: Christian Stanger (GER), 25:43
- DNF: Christian Glatting (GER)
- DNF: Steffen Uliczka (GER)

#### Teamwertung
| Platz | Land und Athleten                                                          | Gesamtpunktzahl und Einzelplatzierung |
| ----- | -------------------------------------------------------------------------- | ------------------------------------- |
| 1     | Russland Jewgeni Rybakow Anatoli Rybakow Alexei Alexandrow Dmitri Niselski | 28 04 05 08 11                        |
| 2     | Italien Daniele Meucci Stefano La Rosa Martin Dematteis Luca Tocco         | 78 03 10 29 36                        |
| 3     | Polen Kamil Murzyn Łukasz Parszczyński Artur Kozłowski Hubert Pokrop       | 94 20 21 23 30                        |

Insgesamt wurden zwölf Teams gewertet. Die deutsche Mannschaft kam mit 249 Punkten auf den zwölften Platz.

### U23-Frauen

#### Einzelwertung
| Platz | Athletin          | Land | Zeit (min) |
| ----- | ----------------- | ---- | ---------- |
| 1     | Binnaz Uslu       | TUR  | 18:47      |
| 2     | Fionnuala Britton | IRL  | 18:56      |
| 3     | Türkan Erişmiş    | TUR  | 19:09      |

Alle 64 gemeldeten Athletinnen erreichten das Ziel.
Teilnehmerinnen aus deutschsprachigen Ländern:
- 39: Ingalena Heuck (GER), 20:33
- 41: Deborah Büttel (SUI), 20:39
- 43: Kerstin Marxen (GER), 20:40
- 47: Verena Dreier (GER), 20:44
- 59: Heike Bienstein (GER), 21:20
- 60: Saskia Janssen (GER), 21:24
- 61: Sinja Trotter (GER), 21:37

#### Teamwertung
| Platz | Land und Athletinnen                                                       | Gesamtpunktzahl und Einzelplatzierung |
| ----- | -------------------------------------------------------------------------- | ------------------------------------- |
| 1     | Vereinigtes Königreich Aine Hoban Laura Kenney Claire Holme Faye Fullerton | 56 04 08 19 25                        |
| 2     | Polen Katarzyna Kowalska Sylwia Ejdys Marta Wojtkuńska Justyna Mudy        | 65 09 15 18 23                        |
| 3     | Italien Adelina De Soccio Sara Dossena Giorgia Robaudo Giulia Francario    | 96 05 12 34 45                        |

Insgesamt wurden zehn Teams gewertet. Die deutsche Mannschaft belegte mit 188 Punkten den zehnten Platz.

### Junioren

#### Einzelwertung
| Platz | Athlet              | Land | Zeit (min) |
| ----- | ------------------- | ---- | ---------- |
| 1     | Andrea Lalli        | ITA  | 16:53      |
| 2     | Sjarhej Tschabjarak | BLR  | 17:03      |
| 3     | Ciprian Şuhanea     | ROU  | 17:06      |

Von 107 gemeldeten und gestarteten Athleten erreichten 103 das Ziel.
Teilnehmer aus deutschsprachigen Ländern:
- 7: Alexander Hahn (GER), 17:15
- 34: Matti Markowski (GER), 17:45
- 39: Manuel Stöckert (GER), 17:48
- 44: Thorsten Baumeister (GER), 17:50
- 50: Johannes Raabe (GER), 17:56
- 58: Marco Kern (SUI), 18:00
- 61: Christopher Gmür (SUI), 18:03
- 63: Stefan Breit (SUI), 18:06
- 65: Fynn Schwiegelshohn (GER), 18:06
- 72: Adrian Karrer (SUI), 18:13
- 75: Maxime Zermatten (SUI), 18:14
- 83: Christian Steinhammer (AUT), 18:26
- 91: Christian Molitor (LUX), 18:51
- 92: Mathias Steindl (AUT), 18:52
- 96: Steve Pauritsch (AUT), 19:11
- 101: Andreas Polednak (AUT), 19:36
- DNF: Felix Kernbichler (AUT)

#### Teamwertung
| Platz | Land und Athleten                                                       | Gesamtpunktzahl und Einzelplatzierung |
| ----- | ----------------------------------------------------------------------- | ------------------------------------- |
| 1     | Italien Andrea Lalli Simone Gariboldi Antonio Garavello Merihun Crespi  | 68 01 05 27 35                        |
| 2     | Spanien Mohamed Elbendir Javier García Juan Antonio Pousa Álvaro Lozano | 74 09 15 21 29                        |
| 3     | Frankreich Noureddine Smaïl Morhad Amdouni David Vuste Anthony Gauthier | 74 11 12 20 31                        |

Insgesamt wurden 19 Teams gewertet. Die deutsche Mannschaft kam mit 124 Punkten auf den siebten, die Schweizer Mannschaft mit 254 Punkten auf den 14. und die österreichische Mannschaft mit 372 Punkten auf den 18. Platz.

### Juniorinnen

#### Einzelwertung
| Platz | Athletin                  | Land | Zeit (min) |
| ----- | ------------------------- | ---- | ---------- |
| 1     | Stephanie Twell           | GBR  | 12:33      |
| 2     | Karoline Bjerkeli Grøvdal | NOR  | 12:36      |
| 3     | Ancuța Bobocel            | ROU  | 12:51      |

Von 91 gemeldeten und gestarteten Athletinnen erreichten 90 das Ziel.
Teilnehmerinnen aus deutschsprachigen Ländern:
- 9: Julia Hiller (GER), 13:17
- 29: Carolin Aehling (GER), 13:47
- 31: Mira Glocker (GER), 13:47
- 33: Cornelia Schwennen (GER), 13:49
- 35: Katharina Heinig (GER), 13:49
- 53: Angela Schönenberger (SUI), 14:06
- 59: Anke Gäbler (GER), 14:08
- 63: Astrid Leutert (SUI), 14:11
- 83: Lisa-Maria Leutner (AUT), 14:47

#### Teamwertung
| Platz | Land und Athletinnen                                                               | Gesamtpunktzahl und Einzelplatzierung |
| ----- | ---------------------------------------------------------------------------------- | ------------------------------------- |
| 1     | Vereinigtes Königreich Stephanie Twell Emily Pidgeon Sian Edwards Abby Westley     | 21 01 04 06 10                        |
| 2     | Russland Wiktorija Iwanowa Tatjana Schutowa Jekaterina Gorbunowa Alfija Chassanowa | 76 05 07 11 53                        |
| 3     | Rumänien Ancuța Bobocel Andreea David Cristiana Frumuz Daniela Donisa              | 83 03 13 27 40                        |

Insgesamt wurden 15 Teams gewertet. Die deutsche Mannschaft kam mit 102 Punkten auf den fünften Platz.